# Ahmad Jawed
Ahmad Jawed ([ˈdʒwed] bedeutet „der Ewige“; * 1. Januar 1927 in Kabul, Afghanistan; † 31. Juli 2002 in London) war ein afghanischer Literaturwissenschaftler und Friedenspädagoge.

## Biographie
Ahmad Jawed besuchte die Grundschule der Altstadt Kabul und später das renommierte im Jahre 1904 von Amir Habibullah Khan gegründete und nach ihm benannte Habibia Lycée Habibia High School bzw. Lessa e Habibia, das sich gegenüber dem Park Zarnegar in der Nähe Pol e Bagh e Ommuni (Öffentlicher Garten an der Brücke) befand.
Jawed begann im Jahre 1943 sein Studium der politischen Wissenschaften (damals und heute auch Teil des Jurastudiums) sowie der persischen Sprache und Literatur an der philologischen Fakultät der Kabuler Universität. Nach dem zweiten Semester setzte er sein Studium mit Schwerpunkt Literaturwissenschaft an der Universität von Teheran fort.
Nach seinem Magister kehrte er im Jahre 1950 nach Kabul zurück. Dort arbeitete zunächst als Dozent an der dortigen Universität und war bis 1953 Broadcasting-Direktor u. a. für kulturelle Sendungen bei Radio Kabul. Jawed promovierte 1957 an der Teheraner Universität im Fach der persischen Sprache und Literatur und kehrte anschließend nach Kabul zurück.
Während seines Studiums und seiner Promotion lernte Jawed viele Gelehrte und Kollegen der Sprache und Literatur des Dari wie Ali Akbar Dehchoda, Zabihollah Safa, Mohammad Moien, Jalal Homai, Sayd Nafassi, Esatullah Omayon Far, Ali Asghar Hekmat und andere Koryphäen seiner Zunft kennen.
Jawed widmete sich lebenslang der Verbreitung und Verbesserung der Lebensqualität im kulturellen Bereich. Auch im Bereich Gender [ˈdʒɛndɚ] erwarb er sich Verdienste. Während seines Engagements bei Radio Afghanistan und unter der Leitung von Allroundtalent Afandi Abdul Ghafor Breschna, ein Schüler von Max Liebermann, konnte u. a. das Lied „Gulfrosch“ (hier Blumenverkäuferin) der ersten afghanischen Sängerin Mermon Parwin von Radio Kabul ausgestrahlt werden. Das Lied richtete sich an ihren Mann und war eine Antwort auf seinen Vorwurf, dass seine nicht-rechtmäßige geschiedene Frau sich „verkaufe“.
1972 wurde Jawed Rektor der Universität von Kabul und 1986 mit dem höchsten Titel der Akademie der Wissenschaften Afghanistans ausgezeichnet. Jawed war Mitglied der Freundschaftskommission zwischen Afghanistan und UNO (UNESCO). Er war Ehrenmitglied der afghanischen Schriftstellervereinigung PEN und hielt viele andere Titel und Auszeichnungen.
Während des Krieges und am Ende der Regierung von Nadschibullah musste er seine Heimat verlassen und suchte in England Asyl. Auch im Exil engagierte er sich für Literatur und Sprache, vor allem für das Dari. Seine Verdienste im Bereich der Kultur und Literatur:
- Mitwirkung bei Schuldidaktik und Curriculum in Afghanistan
- Mitwirkung bei Herausgabe von Schulbüchern
- Gründung der Fakultät für Schöne Künste
- Herausgabe von Uni-Zeitungen und wissenschaftlichen Zeitschriften
- Gründung von Teilbibliotheken an der Universität von Kabul
- Erhöhung der Lebensqualität und des Stellenwertes der Musikanten und Sänger nicht nur von Charābāt

Von Jawed stammen diverse Bücher, Abhandlungen und Vorträge:
- - Über das erste Buch Avesta bzw. (Gathas)
  - Frieden ist Teil unserer Kultur
  - Versöhnung und Humanismus in der persischen Kultur (Literatur gemeint)

Jawed starb nach einer schweren Krankheit am 31. Juli 2002 im Alter von 75 Jahren in London.
Die afghanische Schriftsteller-Vereinigung ließ eine Skulptur anfertigen und überreichte sie dem afghanischen Botschafter mit der Bitte, sie nach Afghanistan zu schicken. Ein Gedicht, das während einer Hommage in Frankfurt zum fünften Todestag 2007 stattfand, lautet
[Nam key Jawed baschad,  Mordan aasan nest].
Wenn der Name Ewig heißt, ist das Sterben nicht leicht.